# Circonscription de Braddon
La circonscription de Braddon est une circonscription électorale australienne à l'ouest de la  Tasmanie. Elle porte le nom de Sir Edward Braddon qui fut premier ministre de Tasmanie de 1894 à 1899 et député du premier parlement fédéral australien.
Elle a été créée en 1955 pour remplacer la circonscription de Darwin. Elle comprend les villes (cities) de Burnie et Devonport ainsi que les localités d'Ulverstone, Penguin et Wynyard.
Elle a toujours été un siège marginal, changeant de mains entre le Parti travailliste et les partis conservateurs.

## Représentants
| Nom            | Parti        | Période de mandat |
| -------------- | ------------ | ----------------- |
| Aubrey Luck    | Libéral      | 1955–1958         |
| Ron Davies     | Travailliste | 1958-1975         |
| Ray Groom      | Libéral      | 1975–1984         |
| Chris Miles    | Libéral      | 1984–1998         |
| Sid Sidebottom | Travailliste | 1998-2004         |
| Mark Baker     | Libéral      | 2004–2007         |
| Sid Sidebottom | Travailliste | 2007-2013         |
| Brett Whiteley | Libéral      | 2013–2016         |
| Justine Keay   | Travailliste | 2016-2019         |
| Gavin Pearce   | Libéral      | 2019–en cours     |

## Résultats des élections
| Parti                            | Parti                        | Candidat                     | Voix   | %     | ±     |
| -------------------------------- | ---------------------------- | ---------------------------- | ------ | ----- | ----- |
|                                  | Libéral                      | Gavin Pearce (en)            | 31 142 | 44,11 | +6,22 |
|                                  | Travailliste                 | Chris Lynch                  | 15 886 | 22,50 | −9,56 |
|                                  | Lambie                       | Sophie Lehmann               | 6 966  | 9,87  | +9,87 |
|                                  | Indépendant                  | Craig Garland                | 5 538  | 7,84  | +7,84 |
|                                  | Verts                        | Darren Briggs                | 4 745  | 6,72  | +1,88 |
|                                  | Une nation                   | Ludo Mineur                  | 3 065  | 4,34  | −1,20 |
|                                  | UAP                          | Darren Bobbermien            | 1 000  | 1,42  | −2,26 |
|                                  | Démocrates libéraux          | Duncan White                 | 971    | 1,38  | +1,38 |
|                                  | Local                        | Scott Rankin (en)            | 719    | 1,02  | +1,02 |
|                                  | AJP                          | Keone Martin                 | 566    | 0,80  | +0,80 |
| Total des suffrages exprimés     | Total des suffrages exprimés | Total des suffrages exprimés | 70 598 | 92,76 | −2,33 |
| Votes nuls                       | Votes nuls                   | Votes nuls                   | 5 858  | 7,66  | +0,58 |
| Participation                    | Participation                | Participation                | 76 456 | 92,64 | −2,45 |
| Résultat de préférence bipartite |                              |                              |        |       |       |
|                                  | Libéral                      | Gavin Pearce (en)            | 40 968 | 58,03 | +4,94 |
|                                  | Travailliste                 | Chris Lynch                  | 29 630 | 41,97 | −4,94 |
|                                  | Libéral retenir              | Libéral retenir              | Swing  | +4,94 |       |